# 2013年世界運動舞蹈大會
2013年世界運動舞蹈大會為第一屆世界運動舞蹈大會將於2013年9月16日至9月20日在臺灣高雄市高雄巨蛋舉行。比賽項目包括標準舞、拉丁舞、輪椅運動舞、鄉村舞蹈、Rock、嘻哈舞、Salsa舞、啦啦隊舞和創意台客舞。

## 外部連結
- 世界運動舞蹈大會